# Turners Falls
Turners Falls – jednostka osadnicza w Stanach Zjednoczonych, w stanie Massachusetts, w hrabstwie Franklin.